# Silurus chantrei
Silurus chantrei es una especie de peces de la familia Siluridae en el orden de los Siluriformes.

## Distribución geográfica
Se encuentra, probablemente, en Siria o en la cuenca del río Tigris.